# Fed Up
"Fed Up" é o primeiro single de DJ Khaled, do seu álbum de estreia Victory, que foi lançado em 2 de Março de 2010. A faixa contém participações de artistas como Usher, Young Jeezy, Rick Ross e Drake. A versão contida no álbum com a participação de Lil Wayne e depois a de Drake foi lançado em 10 de novembro de 2009, sendo considerado o remix oficial.

## Vídeo
O vídeo foi filmado em Fort Lauderdale em 17 de Novembro de 2009 e lançado em 3 de Dezembro de 2009.  Estreou no 106 & Park da BET e no MTV Jams em 4 de Dezembro de 2009. Foi disponibilizado na iTunes Store em 15 de Dezembro de 2009.

## Colocações

### Posições
| Países (2009/2010)                            | Posições |
| --------------------------------------------- | -------- |
| U.S. Billboard Bubbling Under Hot 100 singles | 24       |
| U.S. Billboard Hot R&B/Hip hop songs          | 45       |
| U.S. Billboard Rap songs                      | 22       |